# El guardián de la noche
El guardián de la noche (en hangul, 야경꾼 일지; en hanja, 夜警꾼 日誌), conocida también como The Night Watchman's Journal, es una serie de televisión histórica surcoreana emitida originalmente en 2014 y protagonizada por Jung Il Woo, Ko Sung Hee, Jung Yunho y Seo Ye Ji.
Fue emitida por MBC desde el 4 de agosto hasta el 21 de octubre de 2014, con una longitud de 24 episodios emitidos lunes y martes a las 22:00 (KST).

## Argumento
El Príncipe Lee Rin queda huérfano cuando el rey, su padre, bajo un hechizo luego de matar a la reina se suicida. Considerado inadecuado para el trono, el príncipe de niño fue enviado lejos del palacio y su medio hermano mayor Gi San, hijo de una concubina, fue coronado como el nuevo rey de Joseon.
Doce años más tarde, Lee Rin quien ahora esta más grande, pasa sus días entre la diversión y encuentros amorosos, ocultando la soledad que derriba y su capacidad de ver fantasmas, adquiridos después de escapar del ataque de un espíritu cuando él era un niño. Un día, conoce a Rin Do Ha, un joven chamán del Monte Baekdu quien busca a su hermana mayor. Además de Do Ha, un sacerdote taoísta, Sadam, llega a Hanyang, elegido por el rey para expulsar a un espíritu maligno que lo persigue, que es en realidad resultado de la locura del soberano.
Doce años antes, como el jefe de la tribu Yongshin, Sadam era capaz de revivir al dios dragón que su pueblo adoraba, al verlo derrotado y se convirtió en una estatua poco después por el rey, que en secreto llevó el artefacto al palacio y lo escondió en el sótano: por lo tanto, el objetivo de Sadam era encontrar la estatua y resucitar al dios dragón para hacer explotar la energía negativa de los malos espíritus. Para ello, Sadam convence al rey para volver a abrir una puerta sellada hace mucho tiempo para evitar que los fantasmas resentidos entraran, y la ciudad fuese perseguida de nuevo.
Al conocer el plan de Sadam, Rin decide revivir a El guardián de la noche, un grupo de soldados que en el momento en que su padre, monstruos y espíritus se enfrentaron, terminaron muertos con la llegada del nuevo rey junto al lado de Do Ha, con la que se enamora, Por otro lado está Kang Moo Seok, un espadachín que inicialmente no creía en lo sobrenatural y Jo Sang Heon, el excapitán del guardián de la noche. Mientras que la batalla es contra la rabia de Sadam, Rin también saca a la luz pública la verdad oculta tras la muerte de sus padres.

## Reparto

### Personajes principales
- Jung Il Woo como Lee Rin / Wolgang.
- Ko Sung Hee como Do Ha.
- Jung Yunho como Kang Moo Seok.
- Seo Ye Ji como Park Soo Ryeon.

### Personajes secundarios
- Yoon Tae Young como Jo Sang Heon
- Kim Heung Soo como Gi San.
- Kim Sung-oh como Sadam.
- Lee Jae Yong como Park Soo Jong.
- Ko Chang Seok como Primer Ministro Jung Seung.
- Lee Se Chang como Eunuco Song.
- Kang Ji Woo como Rang.
- Seo Yi-sook como Reina Chung Soo Dae Bi.
- Moon Bo Ryung como Mo Yeon Wol.
- Jung Woo Sik como Ho Jo.
- Shim Eun-jin como Ok Mae'.
- Ah Young como Hong Cho Hee
- Ahn Jung Hoon como Sr. Chun.
- Jo Dal Hwan como Maeng Sa Kong.
- Kim So Yeon como Kang In Hwa.

### Otros personajes
- Yoo Da In como Yeon Ha.
- Choi Won Young como Rey Haejong.
- Song Yi Woo como Reina Min.
- Jeon Hye Young como Sa Wol.
- Cho Seung Hee como Young Geun.
- Hwang Seok Jung como Dangkol Eomi.
- Alice como Mae Hyang.
- Kim Kyul como Fantasma.
- Lee Ha Yul como Dae Ho.

## Audiencia
| Ep. #    | Fecha de emisión         | Cuota de pantalla | Cuota de pantalla | Cuota de pantalla | Cuota de pantalla |
| Ep. #    | Fecha de emisión         | TNmS Ratings      | TNmS Ratings      | AGB Nielsen       | AGB Nielsen       |
| Ep. #    | Fecha de emisión         | Nacional          | Seúl              | Nacional          | Seúl              |
| -------- | ------------------------ | ----------------- | ----------------- | ----------------- | ----------------- |
| 1        | 4 de agosto de 2014      | 11.8 %            | 14.4 %            | 10.9 %            | 12.1 %            |
| 2        | 5 de agosto de 2014      | 11.5 %            | 14.3 %            | 10.8 %            | 11.7 %            |
| 3        | 11 de agosto de 2014     | 11.2 %            | 13.3 %            | 11.0 %            | 11.7 %            |
| 4        | 12 de agosto de 2014     | 12.1 %            | 14.8 %            | 11.3 %            | 12.1 %            |
| 5        | 18 de agosto de 2014     | 12.0 %            | 14.3 %            | 12.1 %            | 13.4 %            |
| 6        | 19 de agosto de 2014     | 13.3 %            | 16.7 %            | 12.7 %            | 14.3 %            |
| 7        | 25 de agosto de 2014     | 12.3 %            | 15.1 %            | 12.2 %            | 13.2 %            |
| 8        | 26 de agosto de 2014     | 12.6 %            | 15.0 %            | 12.1 %            | 13.0 %            |
| 9        | 2 de septiembre de 2014  | 11.3 %            | 13.7 %            | 12.1 %            | 13.9 %            |
| 10       | 2 de septiembre de 2014  | 8.5 %             | 10.5 %            | 8.6 %             | 9.8 %             |
| 11       | 8 de septiembre de 2014  | 10.3 %            | 12.8 %            | 9.6 %             | 10.4 %            |
| 12       | 9 de septiembre de 2014  | 12.1 %            | 14.7 %            | 11.6 %            | 12.9 %            |
| 13       | 15 de septiembre de 2014 | 10.9 %            | 13.3 %            | 11.3 %            | 13.5 %            |
| 14       | 16 de septiembre de 2014 | 12.1 %            | 14.6 %            | 12.2 %            | 14.2 %            |
| 15       | 22 de septiembre de 2014 | 10.4 %            | 12.5 %            | 10.3 %            | 11.3 %            |
| 16       | 23 de septiembre de 2014 | 10.3 %            | 12.2 %            | 9.5 %             | 10.0 %            |
| 17       | 29 de septiembre de 2014 | 10.1 %            | 13.6 %            | 10.5 %            | 11.9 %            |
| 18       | 30 de septiembre de 2014 | 9.7 %             | 12.2 %            | 10.2 %            | 10.9 %            |
| 19       | 6 de octubre de 2014     | 9.9 %             | 12.6 %            | 9.3 %             | 10.3 %            |
| 20       | 7 de octubre de 2014     | 10.5 %            | 13.4 %            | 9.7 %             | 10.6 %            |
| 21       | 13 de octubre de 2014    | 9.9 %             | 12.6 %            | 9.3 %             | 10.2 %            |
| 22       | 14 de octubre de 2014    | 10.8 %            | 13.2 %            | 11.5 %            | 12.2 %            |
| 23       | 20 de octubre de 2014    | 9.1 %             | 11.0 %            | 11.5 %            | 12.8 %            |
| 24       | 21 de octubre de 2014    | 11.7 %            | 14.6 %            | 12.5 %            | 14.2 %            |
| Promedio | Promedio                 | 11.0 %            | 13.6 %            | 11.0 %            | 12.1 %            |

## Banda sonora
- Kim Tae Woo - «Because It's You».
- EDEN - «A New Hope».
- Max ChangMin - «Can't Say I Love You».
- EDEN - «Come To Me».
- Yang Yo Seob, Heo Ga Yoon - «WISH».
- G.NA - «Secret».

## Emisión internacional
- Hong Kong: TVB Korean Drama (28 de enero ~ 2 de marzo de 2015).
- Japón: KNTV.
- Tailandia: PPTV.